# Polyporus australiensis
Polyporus australiensis är en svampart som beskrevs av Wakef. 1914. Polyporus australiensis ingår i släktet Polyporus och familjen Polyporaceae.   Inga underarter finns listade i Catalogue of Life.

## Bildgalleri

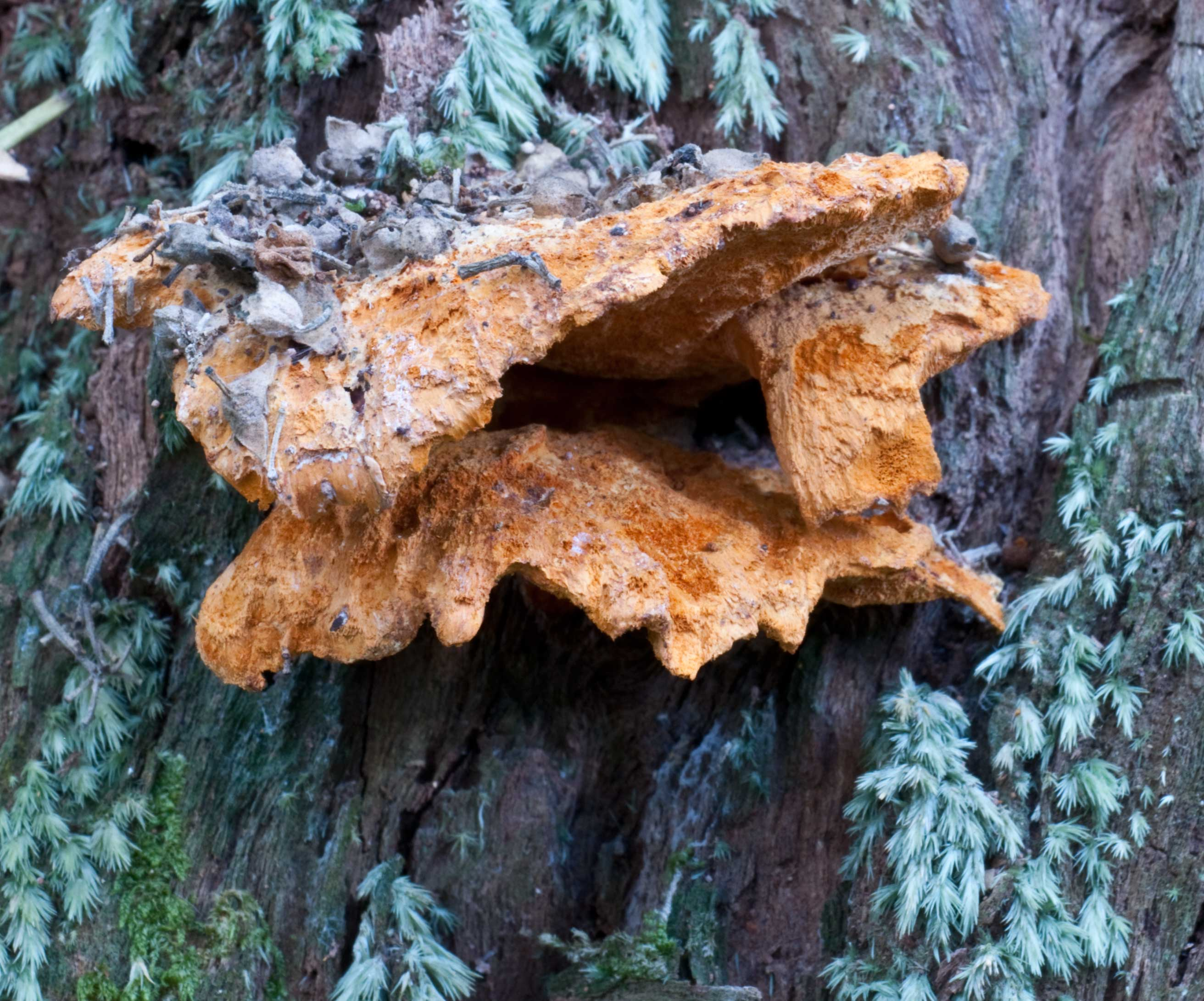